# Pielgrzymka (Lublin)
Pour les articles homonymes, voir Pielgrzymka.
Pielgrzymka (prononciation [pjɛlˈɡʐɨmka]) est un village de la gmina de Józefów nad Wisłą du powiat d'Opole Lubelskie dans la voïvodie de Lublin, située dans l'est de la Pologne.
Il se situe à environ 9 kilomètres au sud-est de Józefów nad Wisłą (siège de la gmina), 19 kilomètres au sud d'Opole Lubelskie (siège du powiat) et 55 kilomètres au sud-ouest de Lublin (capitale de la voïvodie).
Le village compte approximativement une population de 40 habitants.

## Histoire
De 1975 à 1998, la ville est attachée administrativement à l'ancienne Lublin.

Depuis 1999, elle fait partie de la nouvelle voïvodie de Lublin.